# 弗朗西斯科-杜蒙特
弗朗西斯科－杜蒙特是巴西米纳斯吉拉斯州的一个市镇。总面积1553.326平方公里，总人口4759人，人口密度3.1人/平方公里。